# 彭黑爾峰
彭黑爾峰（英語：Penhale Peak），是南極洲的山峰，位於維多利亞地，處於鳥井山以東1.5公里的霍爾湖西端以北，海拔高度1,600米，在1997年由美國南極名稱諮詢委員命名，現時由南極條約體系管理。